# Draconarius rotundus
Draconarius rotundus är en spindelart som beskrevs av Wang 2003. Draconarius rotundus ingår i släktet Draconarius och familjen mörkerspindlar. Inga underarter finns listade i Catalogue of Life.